# Crambus arnaudiae
Crambus arnaudiae là một loài bướm đêm trong họ Crambidae.